# Cancer anthonyi
Cancer anthonyi är en kräftdjursart som beskrevs av M. J. Rathbun 1897. Cancer anthonyi ingår i släktet Cancer och familjen Cancridae. Inga underarter finns listade i Catalogue of Life.

## Bildgalleri

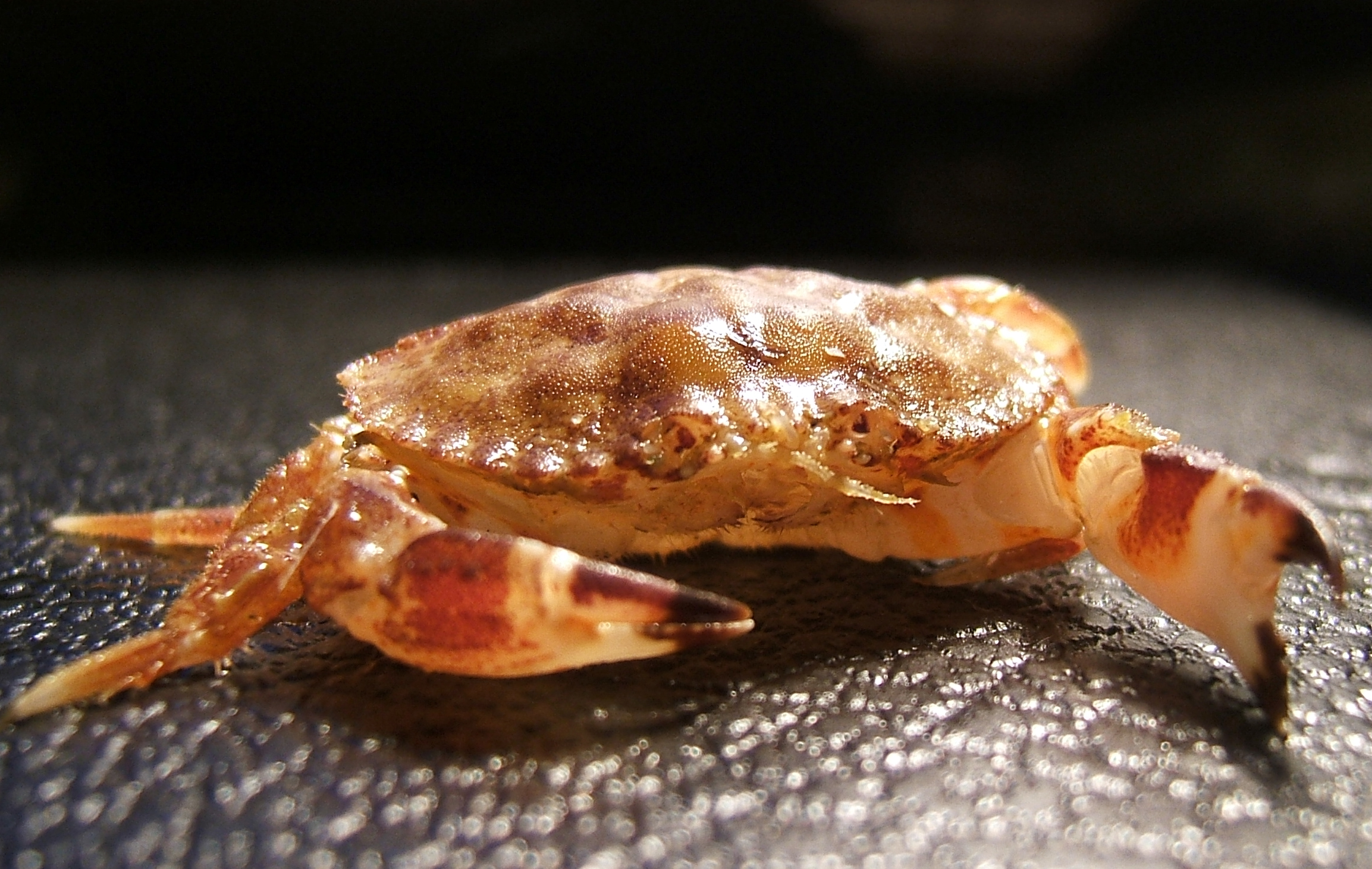